# CASA C-295
CASA C-295 är ett spansktillverkat transportflygplan som används av ett flertal länder, däribland Polen som förlorat ett plan i en olycka under landning.

## Användare
Finland har beställt två st EADS CASA C-295M som skall tas i bruk 2008 och har därtill option på ytterligare fem flygplan.